# مدرسه شبانه (فیلم ۲۰۱۸)
مدرسه شبانه (انگلیسی: Night School) یک فیلم در ژانر کمدی به کارگردانی مالکوم دی. لی است که در سال ۲۰۱۸ منتشر شد.

## بازیگران
- کوین هارت
- تیفانی هدیش
- راب ریگل
- تاران کیلام
- رومانی مالکو
- کیث دیوید
- ایوان اورجی